# サウグル
サウグル(モンゴル語: Sauγur,? - 1251年)とは、モンゴル帝国に仕えた将軍の一人。『元史』における漢字表記は紹古児(shàogŭér)。

## 概要
サウグルはメルキト部の出身者で、チンギス・カンとともにバルジュナ湖の濁水を飲んだ、いわゆる「バルジュナト」の一人として知られていた。サウグルは主に金朝との戦いで活躍し、チンギス・カンによる第一次金朝遠征では信安を攻撃し、河西方面の平定に貢献した。この時の功績によって洺磁等路のダルガチとされた。第2代皇帝オゴデイの治世では、済南・大名・信安の軍馬を率いてジャライル部の国王タスに従い、金朝の征服に貢献した。第4代皇帝モンケが即位した1251年に亡くなった。
サウグルの死後は、息子のバイドゥ(拜都)、孫のクトゥク(忽都虎)を地位を継承した。クトゥクはクビライに仕えて南宋遠征・李璮の乱討伐などに貢献し、占城・交趾といった現ベトナム方面への出兵にも加わった。